# ایوینیچامان
ایوینیچامان (انگلیسی: Ivyinichaman) یک جزیره در سرزمین کامچاتکای کشور روسیه است.